# Pelham un, dos, tres
Pelham un, dos, tres (a l'original anglès: The Taking of Pelham One Two Three) és una pel·lícula estatunidenca de Joseph Sargent estrenada el 1974 i doblada al català.

## Argument
A Nova York, quatre homes armats, utilitzant colors com a noms, prenen com a ostatge un vagó de metro i demanen un rescat d'un milió de dòlars per a l'alliberament dels passatgers. El Tinent Zachary Garber de la policia del metro de Nova York ha d'administrar aquest assumpte, mentre rep en el centre de control a visitants del metro de Tòquio.

## Repartiment
- Walter Matthau: Tinent Zachary 'Z' Garber
- Robert Shaw: Sr. Blau - Bernard Ryder
- Martin Balsam: Sr. Verd - Harold Longman
- Hector Elizondo: Sr. Gris - Joe Welcome
- Earl Hindman: Sr. Marró - George Steever
- Dick O'Neill: Frank Correll
- Jerry Stiller: Tinent Rico Patrone
- Lee Wallace: L'alcalde
- Tom Pedi: Caz Dolowicz
- James Broderick: Denny Doyle
- Conrad Yama: Sr. Tomashita
- Sho Onodera: Sr. Matsumoto
- Toru Nagai: Sr. Yashimura
- Tura Nakamura: Sr. Nakabashi

## Al voltant de la pel·lícula
- La pel·lícula servirà d'inspiració a Quentin Tarantino per a Reservoir Dogs el 1992, per la utilització de colors com a nom de codi dels bandits.
- Tony Scott ha realitzat un remake de la pel·lícula, The Taking of Pelham 123, amb Denzel Washington i John Travolta, que hauria de sortir l'agost del 2009.
- Una de les dimensions interessants de la pel·lícula és l'existència de diverses referències a l'activitat professional de les dones (diversos personatges masculins de la pel·lícula insisteixen en la seva manca de confiança en la presència de dones en llocs de decisió). És difícil dir si es tracta d'humor de segon grau o de depreciació, però reflecteix bé l'esperit de la societat en el moment del rodatge.